# چهارشنبه خاکستر (شعر)
چهارشنبه خاکستر (به انگلیسی: Ash Wednesday و گاهی Ash-Wednesday) اولین شعر بلند تی. اس. الیوت است که بعد از اینکه در سال ۱۹۲۷ مذهبش را به مذهب کلیسای انگلیس تغییر داد، سرود. این شعر در سال ۱۹۳۰ چاپ شد.